# Цілуйко Володимир Трохимович
Володимир Трохимович Цілуйко (Целуйко) (1944 — ?) — український радянський діяч, 1-й секретар Пологівського районного комітету КПУ Запорізької області, секретар Запорізького обласного комітету КПУ. 

## Життєпис
Освіта вища. Член КПРС.
На 1980 — листопад 1985 року — 1-й секретар Пологівського районного комітету КПУ Запорізької області.
18 листопада 1985 — 16 листопада 1990 року — секретар Запорізького обласного комітету КПУ з питань сільського господарства.
З листопада 1990 року — на господарській роботі.
Подальша доля невідома.

## Нагороди
- орден Трудового Червоного Прапора
- медалі